# Acapulco (pel·lícula)
Acapulco és una pel·lícula de comèdia romàntica mexicana de 1952 escrita i dirigida per Emilio Fernández i protagonitzada per Elsa Aguirre, Armando Calvo i Miguel Torruco .

## Sinopsi
Diana Lozano, una noia de bona família que es troba en dificultats econòmiques, intenta recuperar la seva posició casant-se amb un noi de família benestant.

## Repartiment
- Elsa Aguirre - Diana Lozano
- Armando Calvo - Ricardo Serrano
- Miguel Torruco - Alberto
- Óscar Pulido - Don Julio, gerente hotel
- José María Linares-Rivas - Don Delfín
- Rodolfo Acosta - Alfredo
- Maruja Grifell - Enriqueta
- Mimí Derba - Abuela de Ricardo
- Luis Arcaraz
- Manuel Calvo
- Eva Garza - Cantante
- Antonio Haro Oliva
- Carlos Riquelme - Alonso, mesero